# Szare gleby leśne

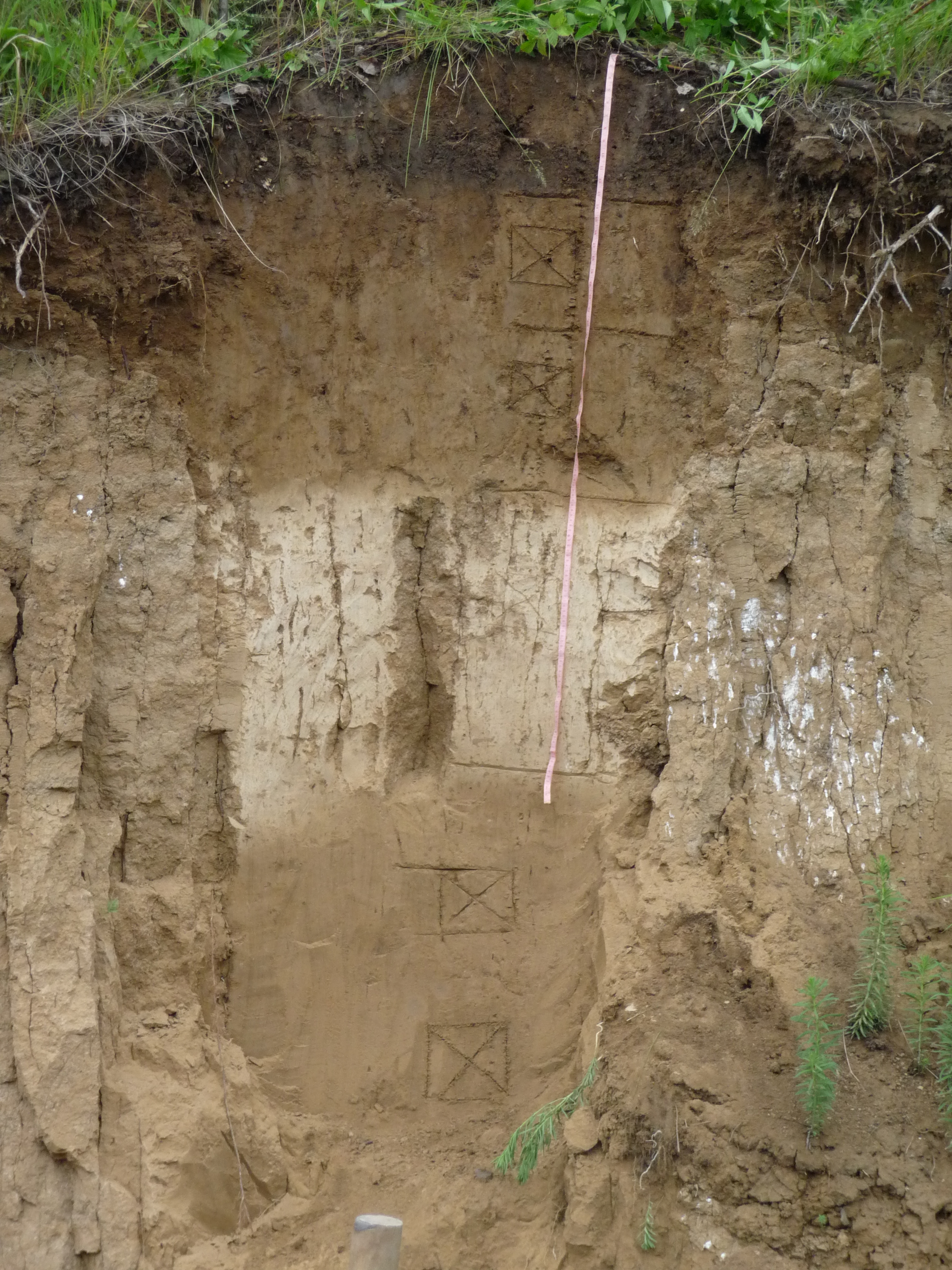
Jasnoszara gleba leśna, Rejon tomski w Rosji

Szare gleby leśne – gleby występujące w strefie lasostepu, które zajmują miejsce pomiędzy między strefą gleb płowych i czarnoziemów.
Są to gleby strefowe dla strefy przejściowej klimatu umiarkowanego ciepłego. Występują one wąskiej, nieciągłej strefie położonej na północ od czarnoziemów w kontynentalnej, leśno-łąkowo-stepowej części Ameryki Północnej i Eurazji. Kontynentalizm klimatu powoduje chłodne zimy, ciepłe lata i opady w zakresie 400–600 mm, z maksimum w lecie. Występujące wtedy zwiększone parowanie i transpiracja roślin powoduje nieprzemywny typ gospodarki wodnej - woda opadowa nie dociera do poziomu wód gruntowych . Jedynie w trakcie wiosennych roztopów nadmiar wody może wsiąkać do głębszych poziomów, wymywając przy okazji, głównie przy pomocy procesu płowienia, w głąb profilu węglany, a także frakcję iłu i związki żelaza i glinu, co powoduje powstawanie poziomów wymycia i wzbogacania .
Istotnym procesem zachodzącym w szarych glebach leśnych jest darniowa akumulacja przez roślinność, w powierzchniowej części gleby, resztek organicznych wraz z pobranymi przez korzenie, z głębszych poziomów gleby, składnikami mineralnymi. Skutkuje to nagromadzeniem w powierzchniowych poziomach gleby próchnicy, związków mineralnych i kompleksów mineralno-organicznych (głównie próchnicy z wapniem). Poziom próchniczny zawiera 8 do 2% próchnicy (jej ilość szybko maleje wraz z głębokością). Odczyn poziomu próchnicznego jest kwaśny, głębiej - obojętny, w poziomie węglanowym - zasadowy. W kompleksie sorpcyjnym przeważają wapń i magnez .
Typowy układ poziomów glebowych w profilu szarej gleby leśnej:

O - poziom organiczny o niewielkiej miąższości

A - poziom próchniczny o miąższości ok. 25. cm, szara barwa

AE - poziom próchniczno-eluwialny o miąższości ok. 20 cm, osypka krzemionkowa powoduje, że barwa jest jasnoszara

B - poziom iluwialny (wzbogacania) o miąższości ok. 55 cm, akumulacja frakcji iłu i związków żelaza, brunatna barwa

Bk (Bca) - poziom wzbogacenia w węglan wapnia o miąższości ok. 60 cm, barwa płowoszara i konkrecje węglanu wapnia

C - skała macierzysta, najczęściej less, utwory lessopodobne lub glina  
W zależności od intensywności procesów glebotwórczych tworzących szare gleby leśne wyróżnia się trzy ich podtypy. Najbardziej na północ, na granicy z glebami darniowo-bielicowymi, położone są jasnoszare gleby leśne, o poziomie próchnicznym miąższości 10–15 cm zawierającym 2-4% próchnicy. Na południe od nich swoje zasięgi mają szare gleby leśne właściwe o miąższości poziomu próchnicznego 15–15 cm, zawierającego 4-5% próchnicy. Najbardziej na południe, graniczące z czarnoziemami, leżą ciemnoszare gleby leśne o miąższości poziomu próchnicznego powyżej 25 cm, zawierającego 5-8% próchnicy, a także słabo zaznaczającym się już przemywaniu ("bielicowaniu") .
Wielu spośród rosyjskich gleboznawców badających szare gleby leśne wiąże ich powstawanie z degradacją czarnoziemów po wkroczeniu na step lasów liściastych .
Większość powierzchni zajmowanej przez szare gleby leśne jest wykorzystywana rolniczo. Przeważa uprawa pszenicy, kukurydzy, buraków cukrowych, lnu, a w europejskiej części Rosji również sadownictwo .
Nazwa i charakterystyka szarych gleb leśnych jest wzięta z radzieckiej klasyfikacji gleb, która wyróżniała Серые лесные почвы. Według międzynarodowej systematyki gleb WRB szare gleby leśne są najczęściej klasyfikowane jako Phaeozems, zaś według amerykańskiej klasyfikacji Soil Taxonomy - jako Alfisols .